# Laena smetanai
Laena smetanai – gatunek chrząszcza z rodziny czarnuchowatych i podrodziny omiękowatych.
Gatunek ten został opisany w 2001 roku przez Wolfganga Schawallera. Miejsce typowe leży Gongga Shan. Epitet gatunkowy nadano na cześć Aleša Smetany.
Chrząszcz o ciele długości od 6,2 do 7,5 mm. Przedplecze o brzegach bocznych nieobrzeżonych, tylnym brzegu nieobrzeżonym i zagiętym w dół, kątach tylnych zaokrąglonych; jego powierzchnia z pokryta grubymi, opatrzonymi krótkimi szczecinkami punktami oddalonymi od siebie 1–5 średnic. Na pokrywach brak rowków, tylko ułożone w rzędy punkty, wielkości tych na przedpleczu i pozbawione szczecinek. Rzędy punktów z tyłu zanikają. Na międzyrzędach brak punktów czy szczecinek. Siódmy międzyrząd płaski jak pozostałe. Odnóża obu płci z silnymi zębami na udach, przy czym te na udach przednich tępo zakończone. Samiec ma palcowate, zaokrąglone u szczytu apicale edeagusa.
Owad endemiczny dla Chin, znany tylko z Syczuanu.